# Szczawienko
Szczawienko (deutsch: Niedersalzbrunn) ist ein Stadtteil der Großstadt Wałbrzych (deutsch Waldenburg) in der Woiwodschaft Niederschlesien in Polen.

## Geographie
Szczawienko liegt im Waldenburger Bergland am nordwestlichen Stadtrand von Wałbrzych. Nachbarorte sind Schloss Fürstenstein im Norden, Lubiechów (Liebichau) im Nordosten, Poniatów im Südosten, Stary Zdrój im Süden, Szczawno Zdrój im Südwesten und Struga im Nordwesten.

## Geschichte
Niedersalzbrunn entstand vermutlich zusammen mit den Dörfern um „Salzborn“ in der ersten Hälfte des 13. Jahrhunderts. Für das Jahr 1318 ist eine Kirche nachgewiesen und für 1352 die Ortsbezeichnung „Nedir-Salczborn“. Zusammen mit dem Herzogtum Schweidnitz gelangte es 1392 an die Krone Böhmen. Im 16. Jahrhundert wurde die Reformation angenommen, so dass 1524 der erste evangelische Geistliche angestellt wurde. Im selben Jahr entstand das östlich gelegene „Sorgau“. Nach dem Dreißigjährigen Krieg wurde die während der Reformation als evangelisches Gotteshaus genutzte Kirche den Katholiken zurückgegeben. 1689 entstand der Ortsteil „Zips“.

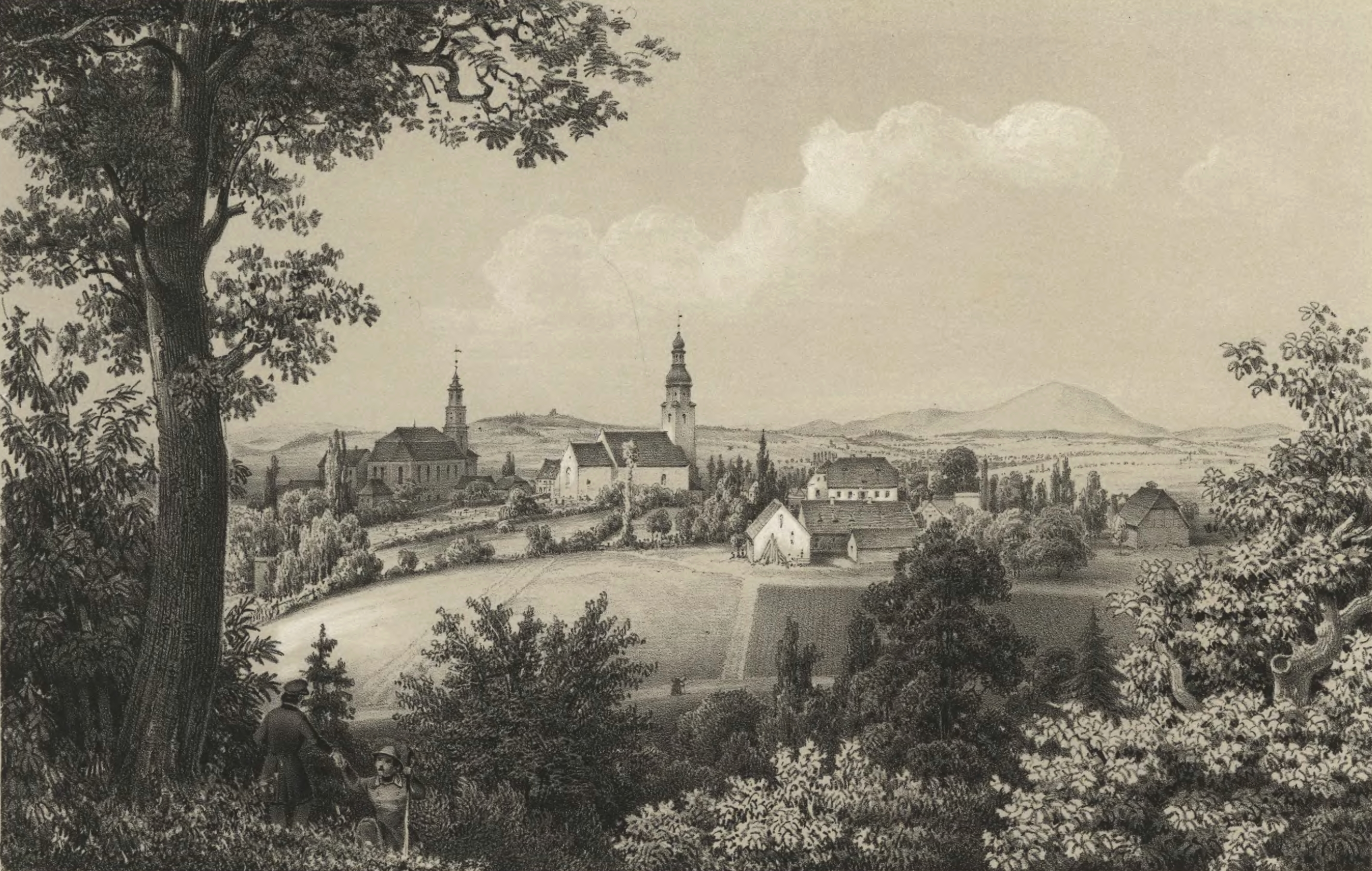
Niedersalzbrunn um 1850

Nach dem Ersten Schlesischen Krieg 1742 fiel Niedersalzbrunn zusammen mit Schlesien an Preußen. Im selben Jahr wurden ein evangelisches Bethaus gebaut und eine evangelische Schule eröffnet. Große Teile von Niedersalzbrunn zerstörte 1775 ein Feuer, und 1816 brannte die katholische Kirche ab. Nach der Neugliederung Preußens gehörte Niedersalzbrunn seit 1815 zur Provinz Schlesien und war ab 1816 dem Landkreis Waldenburg eingegliedert, mit dem es bis 1945 verbunden blieb. 1818 wurden in Niedersalzbrunn 398 Einwohner und in Sorgau 413 Einwohner gezählt. 1840 waren es in Niedersalzbrunn 759 Einwohner und in Sorgau 746 Einwohner. Wirtschaftliche Bedeutung erlangte die Hausweberei. 1840 waren in Niedersalzbrunn 63 Handwebstühle und in Sorgau 107 Handwebstühle in Betrieb. 1842 brannte Niedersalzbrunn wiederum zum großen Teil ab. 1845 wurde ein evangelischer Friedhof angelegt und 1849 die Porzellanmalerei Prause gegründet, die ab 1893 zu einer Porzellanfabrik ausgebaut wurde. 1867 wurde die katholische Kirche zur Pfarrkirche erhoben.
Bereits 1853 erhielt Niedersalzbrunn mit der Bahnstation Sorgau Anschluss an der Bahnstrecke Breslau–Świebodzice (Freiburg)–Sorgau. Nachdem die Bahnstrecke 1878 bis ins böhmische Halbstadt verlängert und am 1. Juni 1914 elektrifiziert worden war, entwickelte sich die Bahnstation zu einem wichtigen Umsteigebahnhof und Warenumschlagplatz. Nach der Eingemeindung von Sorgau erfolgte 1921 die Umbenennung der Bahnstation in „Nieder Salzbrunn“.

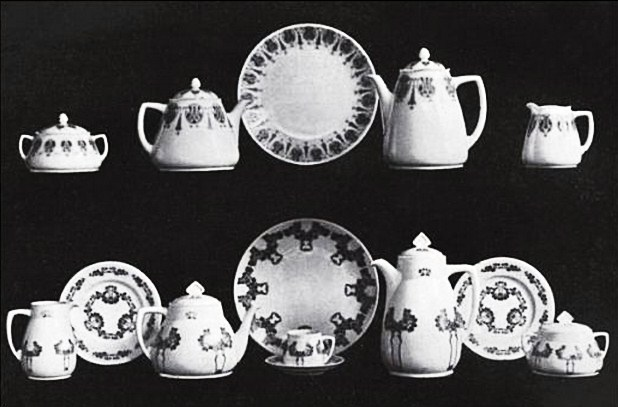
Produkte aus der Porzellanfabrik Hermann Ohme

1874 wurde aus den Landgemeinden Alt Liebichau, Neu Liebichau, Nieder Salzbrunn und Sorgau der Amtsbezirk Sorgau gebildet, der 1919 in „Amtsbezirk Nieder Salzbrunn“ umbenannt wurde. Die Bedeutung der Hausweberei ging zurück. 1876 waren nur noch 19 Weber in Niedersalzbrunn und 38 Weber in Sorgau tätig. 1881 erfolgte die Gründung der Porzellanfabrik Hermann Ohme. 1898 erhielt Niedersalzbrunn an der Haltestelle Streckenbach Anschluss an die Waldenburger Kreisbahn. 1921 wurde die Landgemeinde Sorgau nach Niedersalzbrunn eingemeindet. 1939 wurden insgesamt 4.172 Einwohner gezählt.
Als Folge des Zweiten Weltkriegs fiel Niedersalzbrunn 1945 mit dem größten Teil Schlesiens an Polen. Nachfolgend wurde es in Szczawienko umbenannt. Die deutsche Bevölkerung wurde weitgehend vertrieben. Die neu angesiedelten Bewohner waren teilweise Zwangsumgesiedelte aus Ostpolen, das an die Sowjetunion gefallen war. 1950 erfolgte die Eingemeindung in die Stadt Wałbrzych, mit der es seither seine weitere Geschichte teilt.

## Sehenswürdigkeiten
- Pfarrkirche St. Anna, siehe Wałbrzych
- Bei der Pfarrkirche beginnt der Fürstensteiner Grund, eine etwa 4 km lange einerseits von der Burgruine Fürstenstein, andererseits von Schloss Fürstenstein (Zamek Książ) gesäumte Schlucht.

## Persönlichkeiten
- Franz Schmidt (1818–1853), Abgeordneter der deutschen Nationalversammlung 1848.
- Willi Händler (1902–1975), deutscher Rennrodler
- Heinrich Teller (1910–2008), Dermatologe
- Hellmut Schneider (1923–2010), Politiker, Mitglied des Niedersächsischen Landtages
- Christa Peikert-Flaspöhler (1927–2016), deutsche Schriftstellerin